# Мосты Сараево
«Мосты Сараево» (фр. Les Ponts de Sarajevo) — документальный драматический фильм, в съёмках которого приняли участие тринадцать режиссёров. Премьера ленты состоялась на Каннском кинофестивале 22 мая 2014 года.

## Сюжет
13 короткометражных лент, которые рассказывают о прошлом и настоящем Сараево, а также о его роли в Европе.

## Создание
В создании фильма участвовали 13 европейских режиссёров из разных стран: Аида Бегич (Босния и Герцеговина), Леонардо Ди Костанцо (Италия), Жан-Люк Годар (Швейцария), Камен Калев (Болгария), Изильд Ле Беско (Франция), Сергей Лозница (Украина), Винченцо Марра (Италия), Урсула Майер (Швейцария), Владимир Перишич (Сербия), Кристи Пую (Румыния), Ангела Шанелек (Германия), Марк Реча (Испания) и Тереза Виллаверди (Португалия). Художественным руководителем проекта выступил французский кинокритик Жан-Мишель Фродон. Художник-комиксист Франсуа Скойтен создал анимационные вставки между короткометражными лентами, связывающие их в единое кинопроизведение.